# Liste der Kardinalpriester von San Pietro in Vincoli
Folgende Kardinäle waren Kardinalpriester von San Pietro in Vincoli (lat. urspr.: Titulus Apostolorum; später: Titulus Sanctae Eudoxiae ad Vincula; heute: Titulus Sancti Petri ad Vincula):
- Julianus, kreiert 972 durch Johannes XIII.
- Romanus (867–897), danach Papst Romanus

...
- Élie Talleyrand de Périgord (25. Mai 1331–4. November 1348, dann Kardinalbischof von Albano)
- Anglic Grimoard CRSA (18. September 1366–17. September 1367)
- Pierre de Girard (21. Dezember 1390–13. Juni 1405, dann Kardinalbischof von Frascati)
- Antonio Arcioni (12. Juni 1405–21. Juli 1405)
- Antonio Correr CRSA (9. Mai 1408–9. Mai 1409)
- João Afonso Esteves (6. Juni 1411–23. Januar 1415)
- Juan de Cervantes (27. Mai 1426–7. März 1446)
- Nikolaus von Kues (3. Januar 1449–12. August 1464)
- Francesco della Rovere OFM (18. September 1467–10. August 1471), der spätere Papst Sixtus IV.
- Giuliano della Rovere (15. Dezember 1471–1. November 1503), der spätere Papst Julius II.
- Galeotto Franciotti della Rovere (6. Dezember 1503–11. September 1507)
- Sisto Gara della Rovere (Franciotti) (11. September 1507–8. März 1517)
- Leonardo Grosso della Rovere (9. März 1517–17. September 1520)
- Silvio Passerini (17. September 1520–5. Januar 1521)
- Albrecht von Brandenburg (5. Januar 1521–24. September 1545)
- Jacopo Sadoleto (27. November 1545–18. Oktober 1547)
- Jean du Bellay (26. Oktober 1547–9. April 1548, dann Kardinalpriester von S. Adriano al Foro)
- Stanislaus Hosius (9. Juli 1578–3. Oktober 1578, dann Kardinalpriester von S. Maria in Trastevere)
- Alfonso Gesualdo di Conza (17. August 1579–5. Dezember 1580, Kardinalpriester von S. Clemente)
- François de Joyeuse (27. April 1594–24. März 1604, Kardinalbischof von Sabina)
- Lanfranco Margotti (11. Januar 1610–28. November 1611, Kardinalpriester von San Callisto)
- François d’Escoubleau de Sourdis (29. März 1621–13. Oktober 1621, Kardinalpriester von S. Prassede)
- Antonio Marcello Barberini (Sr.), (7. September 1637–26. Mai 1642, dann Kardinalpriester von S. Maria in Trastevere)
- Giovanni Battista Maria Pallotta (23. September 1652–21. April 1659, dann Kardinalpriester von S. Maria in Trastevere)
- Federico Sforza (21. November 1661–24. Mai 1676)
- Emmanuel-Theódose de la Tour d’Auvergne de Bouillon (19. Oktober 1676–19. Oktober 1689, dann Kardinalbischof von Albano)
- Ferdinando D’Adda (16. April 1714–21. Januar 1715, dann Kardinalbischof von Albano)
- Lorenzo Corsini (1720–1725), später Papst Clemens XII.
- Gianantonio Davia (19. November 1725–11. Februar 1737, Kardinalpriester von S. Lorenzo in Lucina)
- Niccolò Maria Lercari (11. März 1743)
- Giuseppe Maria Doria Pamphilij (14. Februar 1785–20. September 1802, dann Kardinalpriester von S. Cecilia)
- Girolamo della Porta (20. September 1802–5. September 1812)
- Tommaso Arezzo (8. März 1816–29. Mai 1820, dann Kardinalbischof von Sabina)
- Paolo Giuseppe Solaro (23. September 1816–9. September 1824)
- Joachim-Jean-Xavier d’Isoard (25. Juni 1827–15. April 1833, dann Kardinalpriester von SS. Trinità al Monte Pincio)
- Castruccio Castracane degli Antelminelli (15. April 1833–22. Januar 1844, dann Kardinalbischof von Palestrina)
- Nicola Paracciani Clarelli (22. Januar 1844–22. Februar 1867, dann Kardinalbischof von Frascati)
- Luis de la Lastra y Cuesta (12. Juli 1867–5. Mai 1876)
- Giovanni Simeoni (17. September 1875–14. Januar 1892)
- Ignazio Persico OFMCap (16. Januar 1893–7. Dezember 1895)
- Adolphe Perraud (29. November 1895–10. Februar 1906)
- Désiré-Joseph Mercier (15. April 1907–23. Januar 1926)
- Luigi Capotosti (21. Juni 1926–16. Februar 1938)
- Teodósio Clemente de Gouveia (18. Februar 1946–6. Februar 1962)
- Léon-Joseph Suenens (19. März 1962–6. Mai 1996)
- Jean Balland (21. Februar 1998–1. März 1998)
- Louis-Marie Billé (21. Februar 2001–22. Juli 2001, dann Kardinalpriester von SS. Trinità al Monte Pincio)
- Pio Laghi (26. Februar 2002–11. Januar 2009)
- Donald Wuerl (seit 20. November 2010)